# 5 Pointz

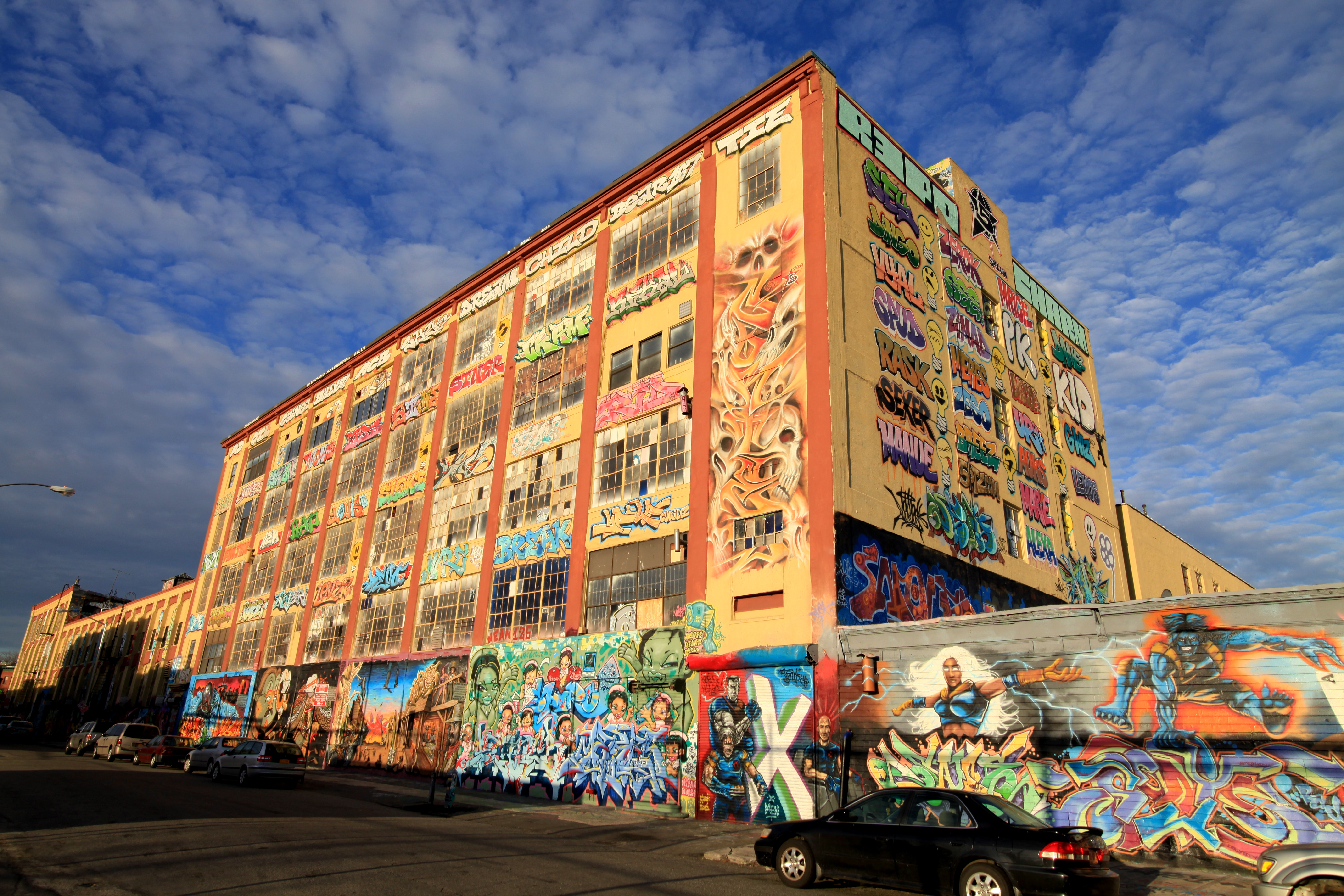
5 Pointz im Januar 2013

5 Pointz: The Institute of Higher Burnin oder 5Pointz Aerosol Art Center, Inc., kurz 5Pointz, war eine in einem ehemaligen Industriekomplex angesiedelte Stätte für Straßenkunst wie Graffiti und Wandmalereien in Long Island City im Stadtbezirk Queens in New York City, Vereinigte Staaten.
5 Pointz zog infolge seines Rufs als Zentrum der Graffiti-Szene, auch genannt als „Graffiti-Mekka“, neben einheimischen Künstlern auch Aerosolkünstler aus der ganzen Welt an. Die Gebäude von 5 Pointz wurden 2014 abgerissen. Auf dem Grundstück mit der Adresse 22-44 Jackson Avenue entstand anschließend bis 2019 der Wohnkomplex 5 Pointz LIC.
5 Pointz bestand aus zwölf 1892 errichteten, größtenteils miteinander verbundenen Fabrikgebäuden, in denen unter anderem Wasserzähler produziert wurden. Jerry Wolkoff vom Immobilienunternehmen G&M Realty erwarb Anfang der 1970er Jahre die Gebäude, verpachtete sie zunächst an Unternehmen und ließ sie dann 1993 mit der Bezeichnung „Fun Factory“ in Künstlerateliers umwandeln. Die Gebäude wurden 2002 in „5 Pointz“ umbenannt, nachdem der Graffiti-Künstler Jonathan Cohen die Außenwände kuratierte. Der neue Name bezieht sich auf die fünf Stadtbezirke (Borough) von New York City. Die Wandmalereien waren vor allem an den Außenwänden des Gebäudes angebracht, während die Innenräume von etwa 200 Künstlerateliers belegt waren. Wolkoff ließ 2013/14 die Gebäude trotz zahlreicher Protesten und Klagen abreißen, um die Wohnanlage zu errichten zu können. Dabei wurden zahlreiche Kunstwerke zerstört. Im Februar 2018 wurde Wolkoff von einem Gericht angewiesen, jeweils 150.000 US-Dollar für 45 Werke, insgesamt 6,7 Millionen US-Dollar Schadenersatz an 21 Künstler zu zahlen.
Als Hommage an 5 Pointz fanden einige neuerstellte Graffiti-Kunstwerke einen Platz in den öffentlichen Innenräumen der Wohngebäude und an der Außenfassade des Parkhauses.
Der Gebäudekomplex diente als Kulisse für mehrere Filme und Serien, einschließlich des eindrucksvollen Höhepunkts am Ende in dem Spielfilm Die Unfassbaren – Now You See Me von 2013. Des Weiteren war 5Pointz 2011 der fiktive Ort eines Großbrandes im Serienfinale der Fernsehserie Rescue Me. Das auffällige, komplett mit Graffiti bedeckte Lager wurde auch in Musikvideos verwendet. Sie stammen von mehreren Hip-Hop- und R&B-Stars, darunter Doug E. Fresh, Kurtis Blow, Mobb Deep, Rahzel, Boot Camp Clik, Joan Jett und Joss Stone.

## Galerie

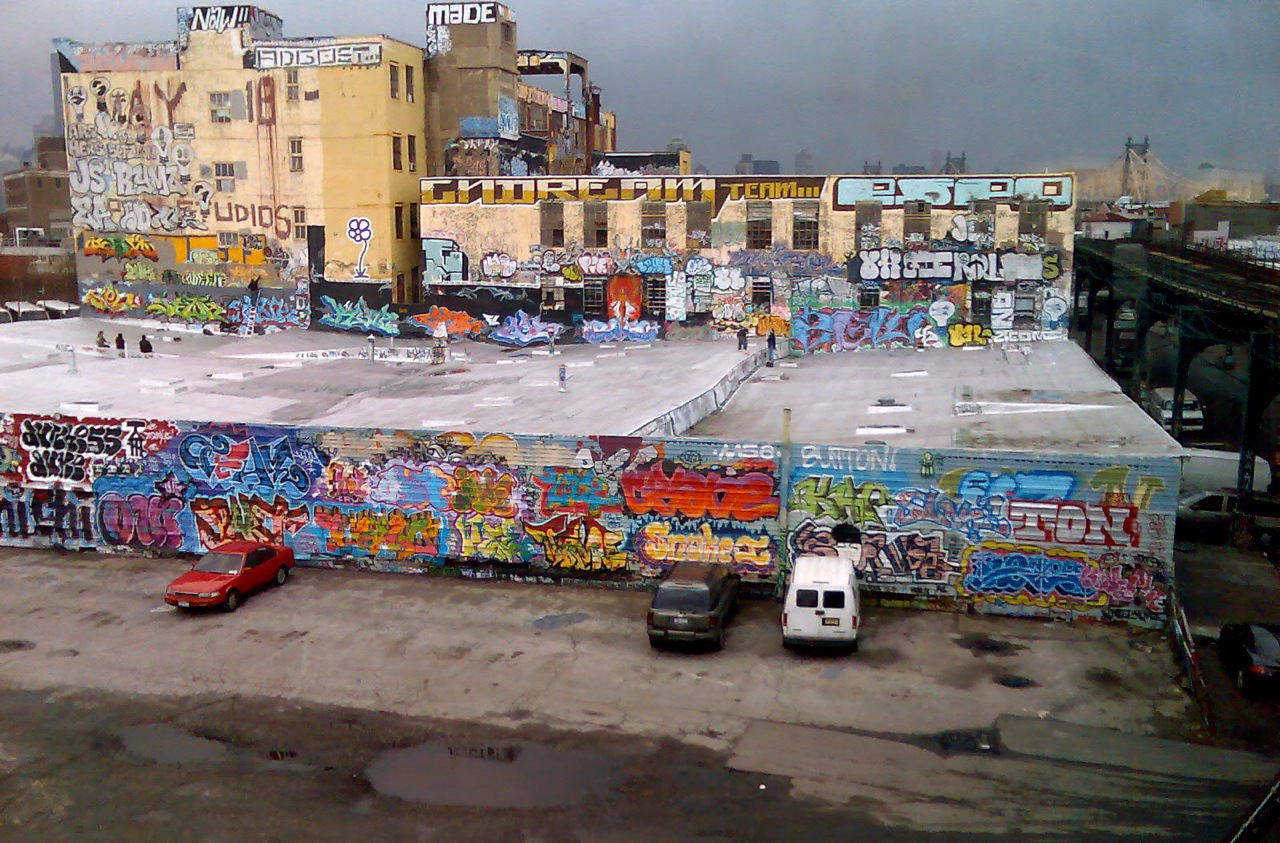
5 Pointz im Februar 2008
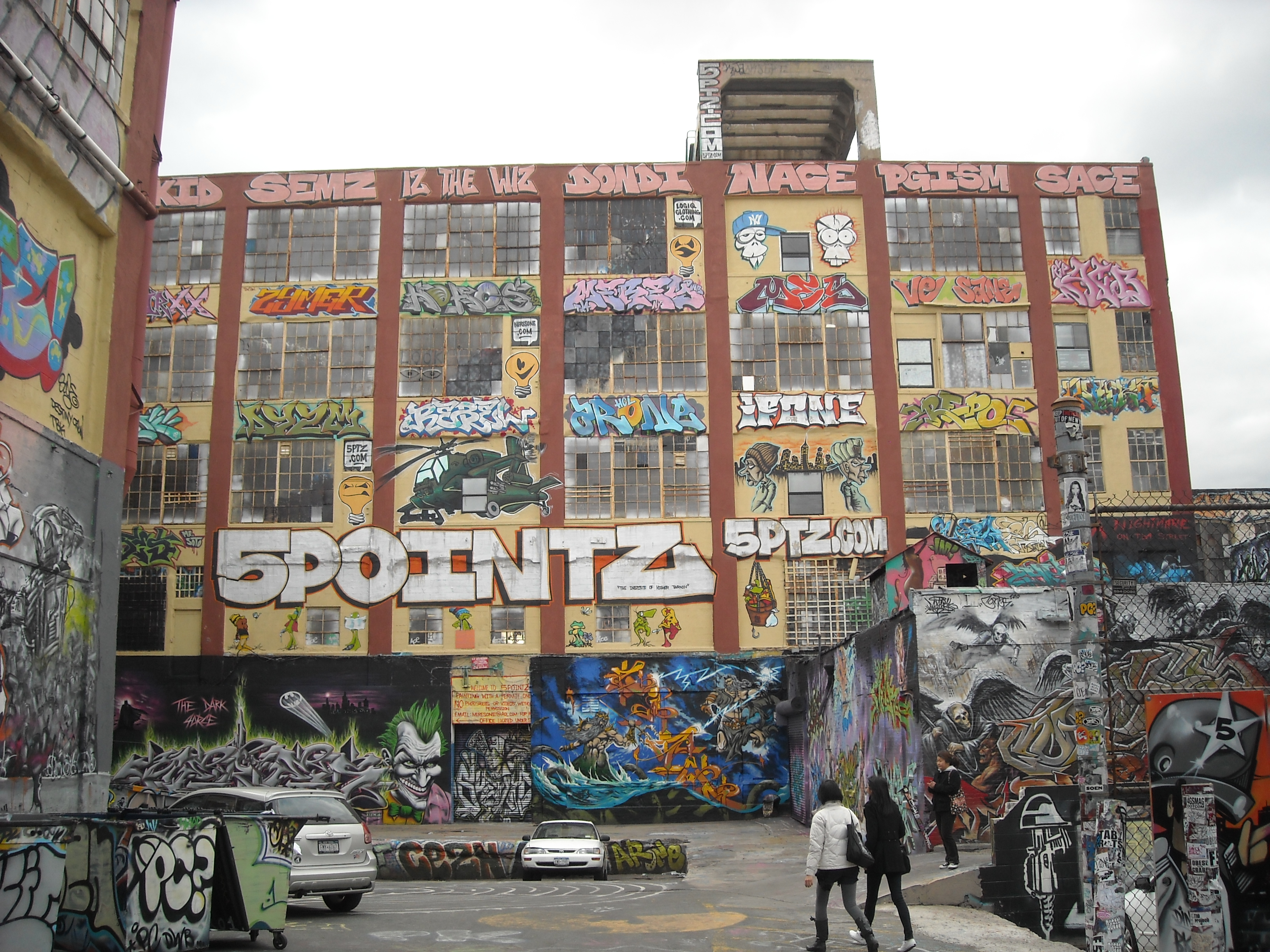
Gebäuderückseite mit dem 5Pointz-Logo im November 2010